# Max Langenhan
Max Langenhan (* 21. Februar 1999 in Friedrichroda) ist ein deutscher Rennrodler. Langenhan ist Sportsoldat und lebt in Ernstroda. Er startet für den BRC 05 Friedrichroda.

## Junioren
Max Langenhan war schon früh auf nationaler Ebene erfolgreich, gewann beispielsweise den FIL-Sommerrodel-Cup in der Klasse A-Jugend männlich im Jahr 2014. Er debütierte international im Januar 2015 im Jugend-A-Weltcup. Schon beim Debüt in Oberhof musste er sich bei einem deutschen Vierfachtriumph einzig Lucas Geyer geschlagen geben. Es folgte ein dritter Platz in Igls sowie erneut ein zweiter Platz hinter Geyer in Winterberg. Bei nur drei Rennen wurde er in der Gesamtwertung Siebter.
2015/16 rückte Langenhan in den Junioren-Weltcup auf. Nach einem Sturz zum Saisonauftakt in Lillehammer wurde er auf der schwierigen Bahn von Sigulda hinter Daniil Lebedew und Jonas Müller Dritter. Bei den restlichen Saisonrennen erreichte er das Podium nicht noch einmal, war aber niemals schlechter als Platz neun, den er in Igls erreichte. In der Saison bestritt Langenhan auch seine ersten internationalen Meisterschaften. Bei den Junioreneuropameisterschaften 2016 in Altenberg wurde er Fünfter, Juniorenweltmeisterschaften 2016 in Winterberg belegte er Platz sechs. In der Gesamtwertung des Junioren-Weltcups belegte er ebenfalls Platz sechs.
Die Saison 2016/17 verlief für Langenhan überaus erfolgreich. Nachdem er zum Saisonauftakt im Junioren-Weltcup in Igls noch nur Achter war, gewann er das folgende Rennen in Oberhof. Es waren zugleich die Junioreneuropameisterschaften 2017. Gemeinsam mit Jessica Tiebel sowie dem Doppelsitzer Hannes Orlamünder und Paul Gubitz gewann er im weiteren Tagesverlauf zudem die Goldmedaille mit der deutschen Teamstaffel. Es folgten die Juniorenweltmeisterschaften 2017 in Sigulda, wo Langenhan hinter Kristers Aparjods und Nico Gleirscher die Bronzemedaille gewann. Zudem wurde er erneut gemeinsam mit Tiebel und Orlamünder/Gubitz in der Teamstaffel eingesetzt und gewann mit dieser hinter der Vertretung aus Russland. In Altenberg und Winterberg gewann er die beiden noch ausstehenden Saisonrennen im Junioren-Weltcup sowohl im Einsitzer, als auch mit Tiebel und Johannes Pfeiffer und Nico Semmler beziehungsweise Orlamünder/Gubitz mit der Teamstaffel. Mit nur zwei Punkten Rückstand auf Jewgeni Petrow wurde er in der Gesamtwertung der Rennserie Dritter.

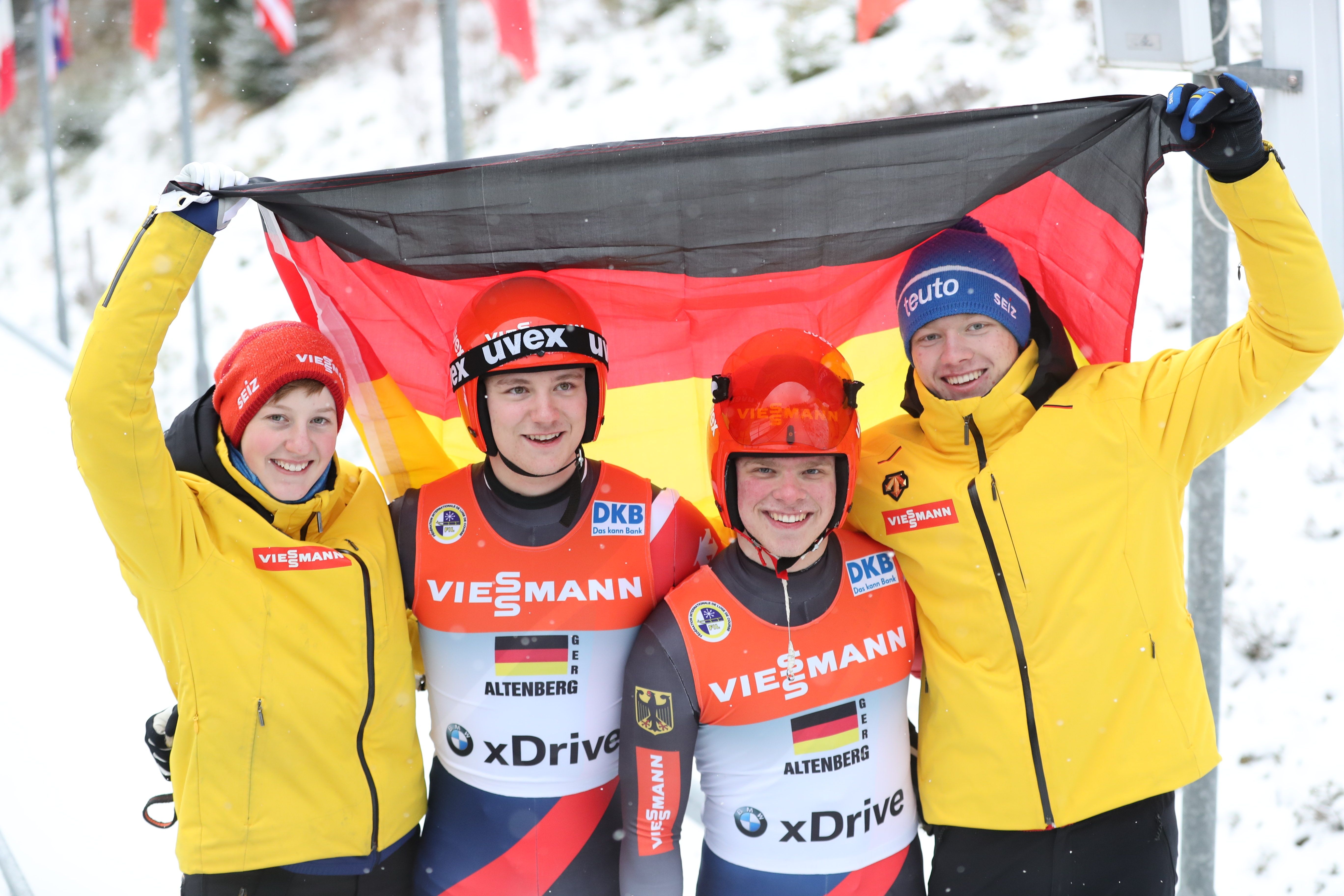
Die siegreiche deutsche Teamstaffel bei den Juniorenweltmeisterschaften 2018

Die Saison 2017/18 war Langenhans letzte im Juniorenbereich. Sie verlief triumphal, er gewann alle Rennen, bei denen er antrat: zwei Rennen in Oberhof im Junioren-Weltcup, das Rennen am Königssee, zwei Rennen in Igls, sowie in Winterberg. In Igls und in Winterberg gewann er zudem mit der deutschen Teamstaffel, zu der in Igls Cheyenne Rosenthal sowie Orlamünder/Gubitz, in Winterberg Rosenthal sowie Hendrik Seibert und Calvin Luke Meister gehörten. Die Rennen in Winterberg waren zugleich die Junioreneuropameisterschaften 2018. Saisonfinale und -höhepunkt waren die Weltmeisterschaften 2018 in Altenberg. Bei einem deutschen Vierfacherfolg gewann Langenhan den Titel im Einsitzer vor David Nößler, Paul-Lukas Heider und Moritz Bollmann. Zudem gewann er mit Tiebel sowie Orlamünder/Gubitz den Titel in der Teamstaffel.
2018 war Langenhan in der Endauswahl zu den Juniorensportlern des Jahres, die Auszeichnung ging aber an die Leichtathletin Lea-Jasmin Riecke.

## Männer

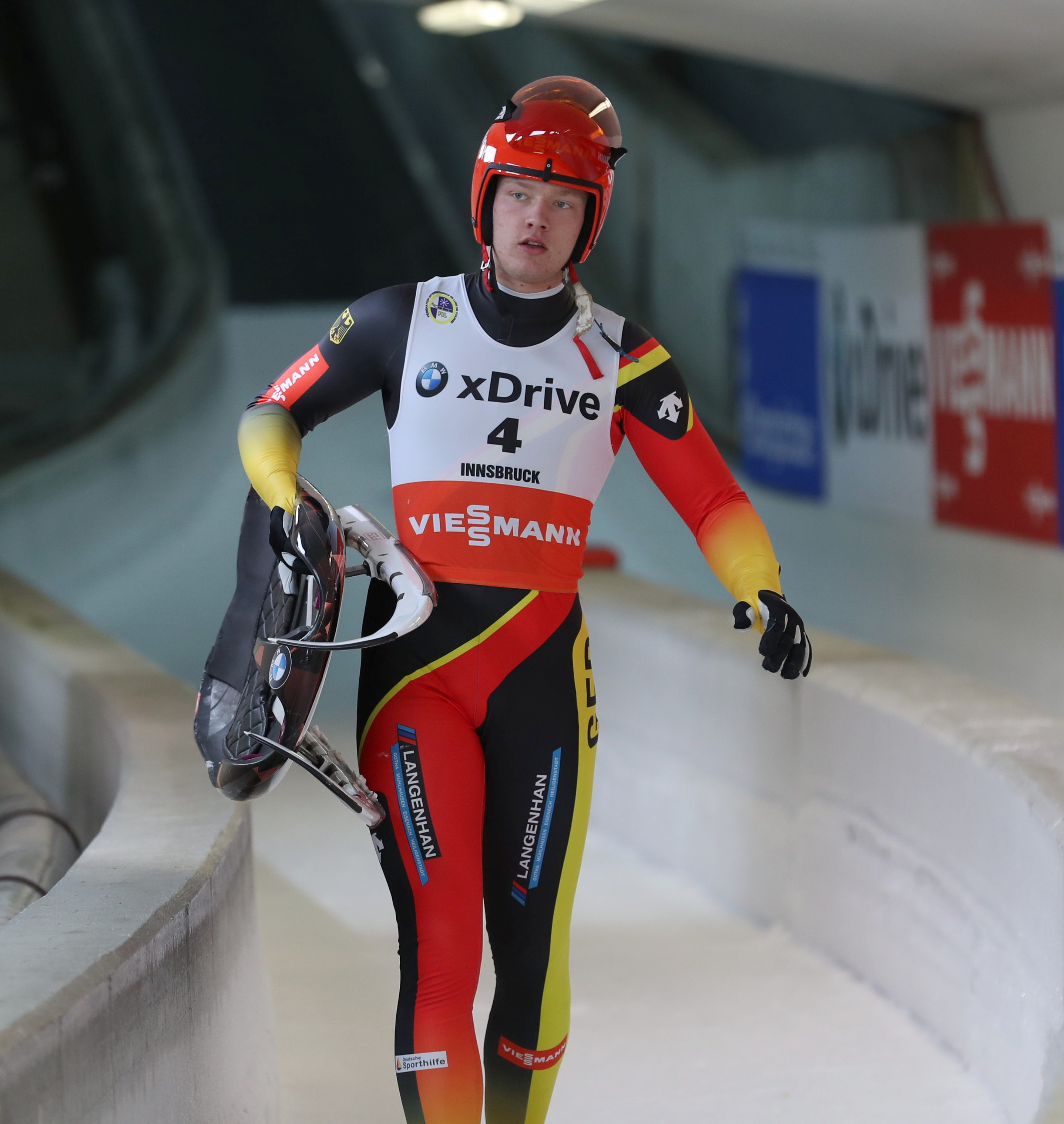
Langenhan bei seinem ersten Weltcuprennen, 2018 in Igls

Nachdem nach den Olympischen Spielen Andi Langenhan – der nicht mit Max Langenhan verwandt ist – zurückgetreten war und auch Ralf Palik seine Karriere beendet hatte, rückten junge Nachwuchsfahrer auf die frei gewordenen Plätze im Kader nach, allen voran Langenhan und Sebastian Bley. Über einen sechsten Platz konnte er sich bei seinem ersten Einsatz im Nationencup problemlos für sein erstes Weltcuprennen qualifizieren und fuhr in diesem auf den 12. Platz. Damit qualifizierte er sich auch sogleich für sein erstes Rennen im Sprint-Weltcup, das er mit seiner ersten einstelligen Weltcup-Platzierung auf Rang sechs beendete. Es folgte Langenhans erste Weltcup-Nordamerikatour. In Calgary wurde er 16., in Lake Placid nach einem guten vierten Rang im Nationencup 14., womit er erneut für das Sprintrennen qualifiziert war, in dem er erneut 14. wurde. Nach dem Jahreswechsel setzte er die Saison auf diesem Niveau fort, wurde Fünfter des Nationencups und 15. der Hauptrennens, auch in Sigulda fuhr er auf Platz 15. In Igls startete Langenhan zum letzten Mal bei Juniorenweltmeisterschaften. Auf der Innsbrucker Bahn verteidigte er seinen Titel vom Vorjahr vor Bastian Schulte und Lukas Gufler. Mit Cheyenne Rosenthal sowie Hannes Orlamünder und Paul Gubitz gewann er anschließend hinter Österreich die Silbermedaille im Teamstaffel-Rennen. In Oberhof kehrte er als 22. in den Weltcup zurück, nachdem er aufgrund der Juniorenweltmeisterschaften das Rennen in Altenberg verpasst hatte. Zum Saisonfinale in Sotschi erreichte er als Zehnter seine zweite Top-Ten-Platzierung und qualifizierte sich als einer von nur acht Rodlern auch für das dritte und letzte Sprintrennen der Saison, bei dem er 12. wurde. In der Gesamtwertung des Sprint-Weltcups wurde er Achter, in der Weltcup-Gesamtwertung mit 300 Punkten 17.

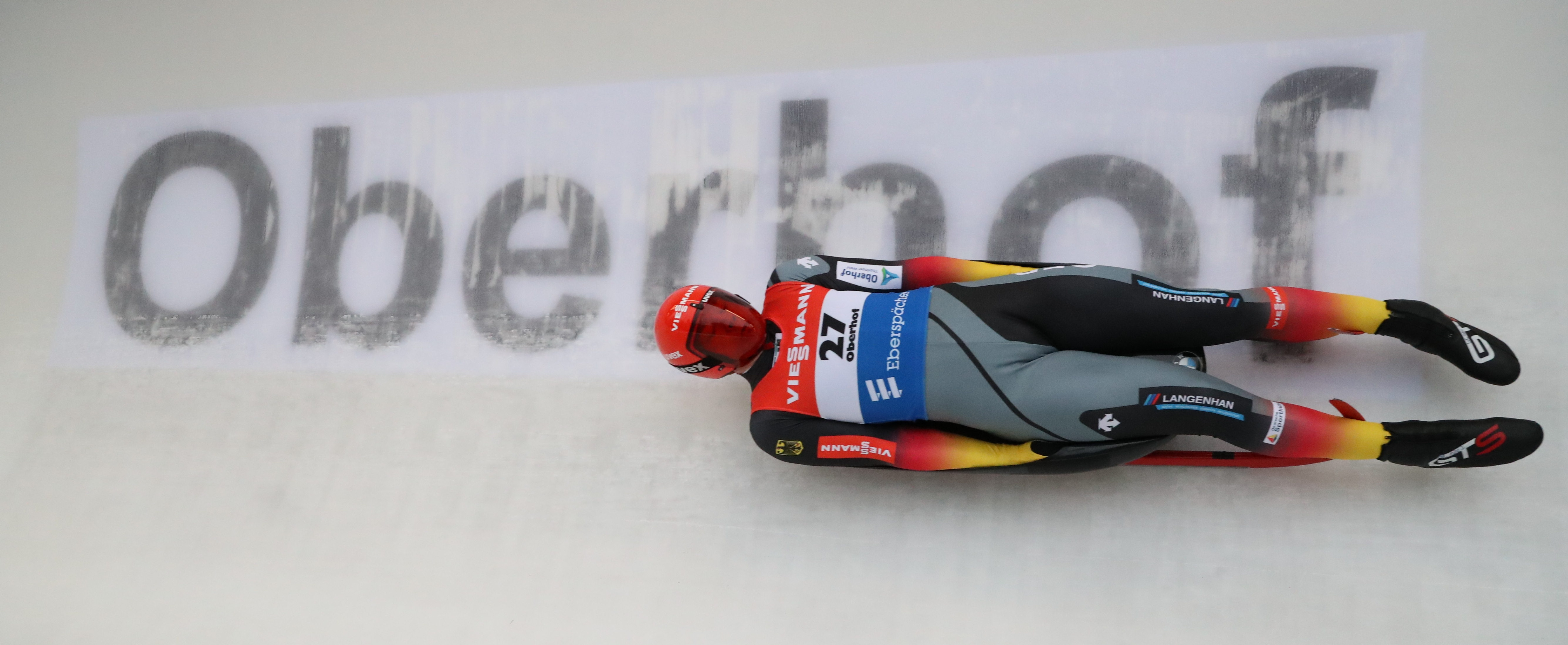
Langenhan beim Weltcuprennen im Februar 2020 in Oberhof

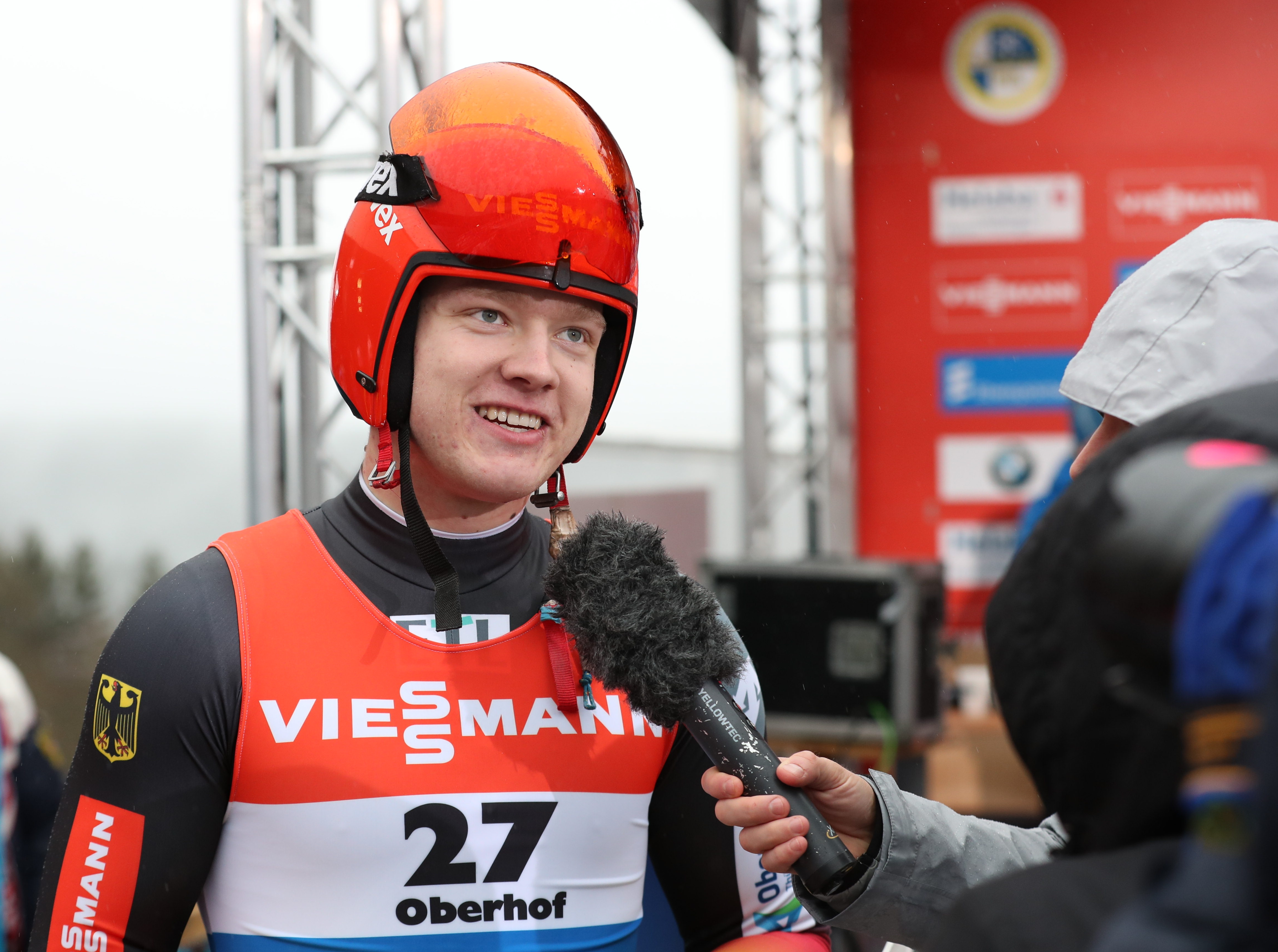
Nach dem Weltcup-Rennen in Oberhof beim Interview

In der Saison 2019/20 konnte Langenhan seine Leistungen aus der Vorsaison nicht nur bestätigen, sondern auch verbessern. Einzig beim Saisonauftakt musste er sich über den Nationencup für das Weltcup-Rennen qualifizieren, danach gehörte er immer zur Gruppe der Gesetzten. Wie schon in der Vorsaison wurde er zum Saisonauftakt in Österreich 12. Es folgten die Rennen in Übersee, wo er es in Lake Placid als Neunter wieder einmal schaffte eine einstellige Platzierung zu erreichen. Zudem war er damit bester Deutscher. Damit qualifizierte er sich wieder für das Sprintrennen, in dem er Zehnter wurde. In Whistler wurde Langenhan Elfter und Sprintachter. Nach dem Jahreswechsel setzte sich die gute Tendenz in Altenberg zunächst fort und Langenhan egalisierte sein bis dato bestes Weltcup-Resultat und wurde Sechster. Beim nächsten Rennen in Norwegen belegte er den 12. Platz. Es waren zugleich die Europameisterschaften 2020, in deren Rahmen er Elfter wurde, in der separaten U-23-Wertung wurde er hinter Kristers Aparjods und Jonas Müller Dritter. Auch in Sigulda verpasste er als Elfter erneut die Top-Ten-Ränge, qualifizierte sich aber zum dritten Mal in der Saison für das Sprintrennen, in dem er Neunter wurde. In der Saison konnten nur sechs Fahrer alle drei Sprintrennen erreichen, Langenhan wurde Vierter der Gesamtwertung und war bester Deutscher in der Wertung. Auch in Oberhof wurde er wieder 12. Danach nahm er in Sotschi zum ersten Mal an Weltmeisterschaften teil. Mit Rang 21 blieb er unter den Erwartungen, war aber in der separaten U-23-Wertung hinter Jonas Müller, Kristers Aparjods und Jonathan Gustafson Vierter. Beim wetterbedingten Chaos-Rennen von Winterberg, bei dem unter anderem die Österreicher und die US-Amerikaner aufgrund der widrigen Bedingungen ihre Mannschaften zurückzogen, war er ebenso wie zum Saisonfinale am Königssee Siebter und konnte die Saison versöhnlich beschließen. In der Weltcup-Gesamtwertung wurde Langenhan mit 462 Punkten Neunter, nur zwei Punkte hinter Reinhard Egger und 20 Punkte hinter Felix Loch.
Die Saison 2020/21 begann für Langenhan in Igls durchwachsen. Als 15. des Weltcups konnte er sich als letzter Läufer für das Sprintrennen qualifizieren, in dem er auf Platz elf fahren konnte. Seinen bis dahin größten Erfolg erreichte er in Altenberg bei einem durch Witterungsbedingungen chaotischen Rennen. Nach einem 16. Platz im ersten Lauf konnte er die Bahnbedingungen nutzend mit der Sechstbesten Zeit im zweiten Lauf in der Addition hinter Felix Loch den zweiten Platz belegen und erstmals auf das Podest fahren. Beim Sprintrennen in Winterberg feierte er den ersten Weltcupsieg seiner Karriere. Bei den Weltmeisterschaften 2021 in Königssee verpasste er mit Platz 4 nur knapp das Podium. Er war bester Teilnehmer unter 23 und wurde damit U23-Weltmeister. Im Gesamtweltcup erreichte er den vierten Rang und damit die bisher beste Position in seiner Karriere.
Die Saison 2021/22 startete mit den Deutschen Meisterschaften in Altenberg, bei denen Langenhan die Silbermedaille im Einsitzer gewinnen konnte. Mit der Teamstaffel um Cheyenne Rosenthal und Robin Geueke sowie David Gamm erzielte er zudem die Bronzemedaille. Es gelang damit auch die Qualifikation für das Weltcup-Team. Beim ersten Weltcuprennen auf der Olympiabahn von Peking konnte er bei einem deutschen Dreifacherfolg hinter Ludwig und Loch zum dritten Mal in seiner Karriere auf das Podium fahren.
Die ersten drei Stationen der Saison 2022/23 verpasste Langenhan wegen eines Handgelenksbruchs. Nach seiner Rückkehr wurde er Zweiter im Rennen in Sigulda und gewann anschließend die letzten sechs Einzelrennen der Saison. In der Weltcupgesamtwertung wurde er Dritter. Bei den Weltmeisterschaften 2023 in Oberhof gewann Langenhan den Titel in der Teamstaffel, die Silbermedaille im Einzel sowie Bronze im Sprintwettbewerb.

## Statistik und Erfolge

### Erfolge bei Meisterschaften

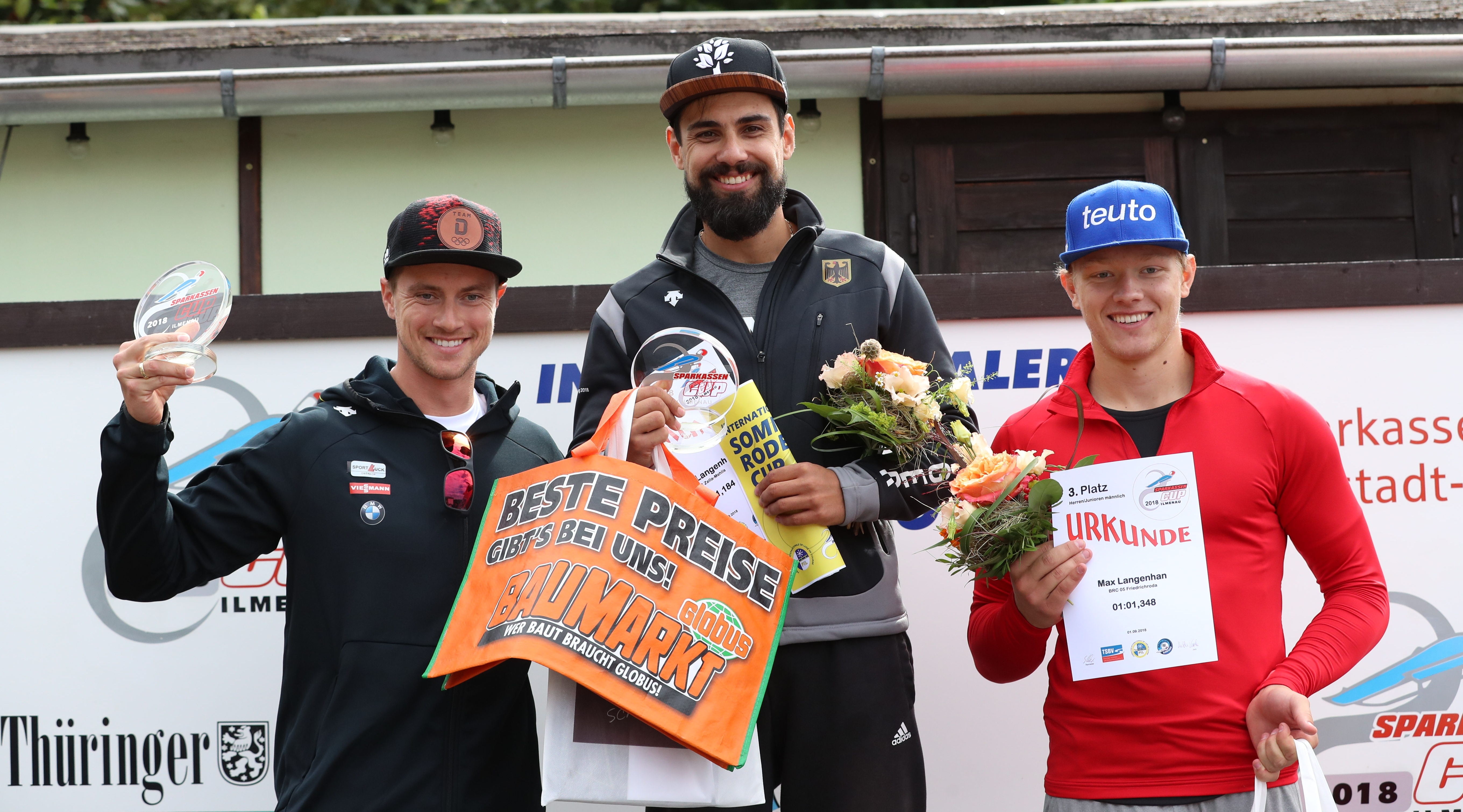
Siegerehrung beim FIL-Sommerrodel-Cup in Ilmenau 2018: mit Johannes Ludwig und Andi Langenhan

Olympische Spiele
- 2022: 6. Platz im Einsitzer

Weltmeisterschaften
- 2020: 21.
- 2021: 04.
- 2023:  in Teamstaffel,  im Einzel und  im Sprint
- 2024:  im Einzel,  in Teamstaffel und  im Sprint
- 2025:  im Mixed Einsitzer,  im Einzel und  in Teamstaffel

U23-Europameisterschaften
- 2020:  (Einzel)
- 2021:  (Einzel)

Junioren-Weltmeisterschaften
- 2017:  Einzel,  Teamstaffel
- 2018:   Einzel und Teamstaffel
- 2019:  Einzel und  Teamstaffel

Junioren-Europameisterschaften
- 2017:   Einzel und Teamstaffel
- 2018:   Einzel und Teamstaffel

Deutsche Meisterschaften
- 2018: Vierter (Einzel)
- 2019: Vierter (Einzel)
- 2020:  (Einzel)
- 2021:  (Einzel),  (Teamstaffel)

FIL-Sommerrodel-Cup
- 2014:  (Jugend A)
- 2018:  (Elite/Junioren)
- 2022:  (Elite/Junioren)
- 2023:  (Elite/Junioren)

### Platzierungen im Gesamtweltcup
| Saison  | Weltcup | Punkte | Sprintweltcup | Nationencup |
| ------- | ------- | ------ | ------------- | ----------- |
| 2018/19 | 17.     | 300    | 08.           | 012.        |
| 2019/20 | 09.     | 462    | 04.           | 051.        |
| 2020/21 | 04.     | 637    | 04.           | –           |
| 2021/22 | 07.     | 599    | 13.           | –           |
| 2022/23 | 03.     | 685    | 12.           | –           |
| 2023/24 | 01.     | 970    | 01.           | –           |
| 2024/25 | 01.     | 716    | –             | –           |

### Weltcupsiege

#### Weltcupsiege im Einzel
| Nr. | Datum            | Ort         | Bahn                                  |
| --- | ---------------- | ----------- | ------------------------------------- |
| 1.  | 12. Dez. 2021    | Altenberg * | Rennschlitten- und Bobbahn Altenberg  |
| 2.  | 14. Jan. 2023    | Sigulda     | Rennrodel- und Bobbahn Sigulda        |
| 3.  | 5. Feb. 2023     | Altenberg   | Rennschlitten- und Bobbahn Altenberg  |
| 4.  | 11. Feb. 2023    | Winterberg  | Bobbahn Winterberg                    |
| 5.  | 18. Feb. 2023    | St. Moritz  | Olympia Bob Run St. Moritz–Celerina   |
| 6.  | 26. Feb. 2023    | Winterberg  | Bobbahn Winterberg                    |
| 7.  | 8. Dez. 2023     | Lake Placid | Olympia-Bobbahn Mount Van Hoevenberg  |
| 8.  | 15. Dez. 2023    | Whistler    | Whistler Sliding Centre               |
| 9.  | 7. Jan. 2024     | Winterberg  | Bobbahn Winterberg                    |
| 10. | 3. Feb. 2024     | Altenberg   | Rennschlitten- und Bobbahn Altenberg  |
| 11. | 1. Dezember 2024 | Lillehammer | Lillehammer Olympiske Bob- og Akebane |
| 12. | 11. Januar 2025  | Altenberg   | Rennschlitten- und Bobbahn Altenberg  |
| 13. | 26. Januar 2025  | Oberhof     | Rennrodelbahn Oberhof                 |
| 14. | 23. Februar 2025 | Yanqing     | Yanqing National Sliding Center       |

#### Weltcupsiege im Sprint
| Nr. | Datum         | Ort         | Bahn                                 |
| --- | ------------- | ----------- | ------------------------------------ |
| 1.  | 20. Dez. 2020 | Winterberg  | Bobbahn Winterberg                   |
| 2.  | 12. Feb. 2023 | Winterberg  | Bobbahn Winterberg                   |
| 3.  | 9. Dez. 2023  | Lake Placid | Olympia-Bobbahn Mount Van Hoevenberg |
| 4.  | 18. Feb. 2024 | Oberhof     | Rennrodelbahn Oberhof                |

#### Weltcupsiege in der Teamstaffel
| Nr. | Datum          | Ort        | Bahn                                 |
| --- | -------------- | ---------- | ------------------------------------ |
| 1.  | 12. Dez. 2021  | Altenberg  | Rennschlitten- und Bobbahn Altenberg |
| 2.  | 19. Feb. 2023  | St. Moritz | Olympia Bob Run St. Moritz–Celerina  |
| 3.  | 16. Dez. 2023  | Whistler   | Whistler Sliding Centre              |
| 4.  | 7. Jan. 2024   | Winterberg | Bobbahn Winterberg                   |
| 5.  | 11. Feb. 2024  | Oberhof    | Rennrodelbahn Oberhof                |
| 6.  | 5. Januar 2025 | Sigulda    | Rennrodel- und Bobbahn Sigulda       |

## Einzelbelege
1. ↑  JWM Rodeln: Gold für Nagler/Malleier und das deutsche Team – ENSO Eiskanal Altenberg. Abgerufen am 23. Juli 2020.
2. ↑  Lea-Jasmin Riecke ist Juniorsportlerin des Jahres. 8. Oktober 2018, abgerufen am 23. Juli 2020 (deutsch).
3. ↑  Max & Andi, die zwei Langenhans. Abgerufen am 23. Juli 2020.
4. ↑  Sport1.de: Rodeln: Felix Loch enttäuscht in Lake Placid – Langenhan wird Neunter. Abgerufen am 23. Juli 2020.
5. ↑  Die Rennrodel-WM wirft ihre Schatten voraus. 12. Februar 2020, abgerufen am 23. Juli 2020.
6. ↑  Tim Reynolds: US, others pull out of Luge World Cup, citing safety. 21. Februar 2020, abgerufen am 19. Juli 2020 (englisch).
7. ↑  Sensationell – Langenhan holt ersten Weltcupsieg! In: Thüringer Allgemeine. 21. Dezember 2020, abgerufen am 3. Januar 2021.
8. ↑  Heike Gruner: Rennrodeln: Taubitz, Ludwig und Eggert/Benecken gewinnen Deutsche Meisterschaft 2021. In: bsd-portal.de. Bob- und Schlittenverband für Deutschland, 24. Oktober 2021, abgerufen am 31. Oktober 2021.
9. ↑  Heike Gruner: Rennrodeln: Bundestrainer Norbert Loch nominiert Weltcup-Team. In: bsd-portal.de. Bob- und Schlittenverband für Deutschland, 28. Oktober 2021, abgerufen am 31. Oktober 2021.
10. ↑  Claudia Fehse: Max Langenhan muss noch pausieren. In: inSüdthüringen.de. 29. November 2022, abgerufen am 5. März 2023.
11. ↑  Langenhan gewinnt Rennen, Loch verpasst Gesamtweltcup. In: sportschau.de. 26. Februar 2023, abgerufen am 5. März 2023.

| Personendaten    | Personendaten        |
| ---------------- | -------------------- |
| NAME             | Langenhan, Max       |
| KURZBESCHREIBUNG | deutscher Rennrodler |
| GEBURTSDATUM     | 21. Februar 1999     |
| GEBURTSORT       | Friedrichroda        |